# Kap Horn
Kap Horn (spanska: Cabo de Hornos) är en av de sydligaste punkterna i världsdelen Sydamerika (Diego Ramirezöarna ligger längre söderut, Kap Froward är den sydligaste platsen på kontinenten Sydamerika). Udden ligger på ön Isla de Hornos söder om Eldslandet. Området tillhör Chile och är nationalpark. Kap Horn är känt för häftiga stormar och är ofta insvept i dimma.

## Historia och etymologi
Udden upptäcktes för européerna av spanjoren Francisco de Hoces som 1525 passerade udden. Han missade Magellans sund som man trodde var den enda passagen mellan Stilla Havet och Atlanten. Han såg att det var öppet hav förbi Kap Horn. Han passerade inte genom sundet, utan den förste som gjorde det var engelsmannen Francis Drake 1578. Segelfartyg föredrar rutten söder om Kap Horn, då det i Magellan sund är trångt att manövrera vid vindvridningar.
Namnet kommer ursprungligen från nederländska staden Hoorn. Staden var födelseort för nederländaren Willem Schouten, som tillsammans med Jakob Le Maire år 1616 seglade runt udden och då namngav den. Hoorn var även namnet på det skepp som Schouten förde vid den gemensamma expeditionen, vilken syftade på att komma runt Holländska ostindiska kompaniets dåvarande handelsmonopol mellan Nederländerna och Asien. Skeppet gick året efter förlorat genom brand, vid den patagonska hamnstaden Port Desire (dagens Puerto Deseado).

## Sjöfart

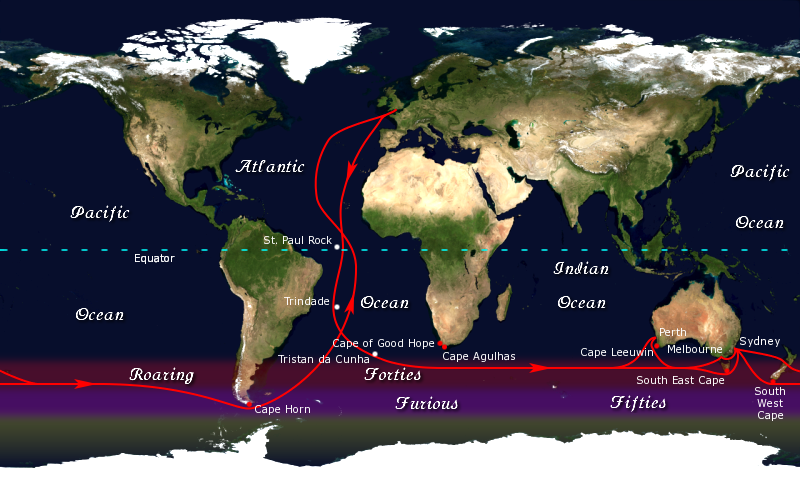
Den vanligaste segelfartygsrutten mellan Europa och Australien, med bältena söder om 40°, 50° respektive 60° sydlig latitud utmärkta.

Havet söder om Kap Horn heter Drakes sund och förbinder södra Atlanten med Stilla havet. Det var under segelfartygens tid en problematisk men nödvändig etapp på många trader. För segelfartyg var det fördelaktigt att följa västvindarna på sydliga breddgrader vid handel mellan Australien och Europa, och därmed runda Kap Horn på väg mot Europa. Före Panamakanalen gick sjövägen mellan USA:s öst- och västkust via Kap Horn, liksom salpetertraden mellan Chile och Europa. Det finns sund norr om Kap Horn, till exempel Magellans sund, men dessa är relativt smala, med besvärliga vindar, och användes därför sällan av segelfartyg, däremot oftare av motordrivna fartyg.
Ett problem är en udde nordväst om Kap Horn, kallad Falso Cabo de Hornos (Fel Kap Horn), belägen på sydspetsen av Isla Hoste. Om man tror det är Kap Horn och går rakt mot öster sedan, stoppas vägen av en tät arkipelag (där sydligaste ön är Isla Hornos, med Kap Horn). Då återstår att försöka vända rakt tillbaka mot vinden, alternativt försöka navigera genom skärgården eller via sundet norr om skärgården. Mer än 100 fartyg har förlist runt Kap Horn.
Västvindarna och av dem skapad sjögång hindras inte på dessa breddgrader av några kontinenter – jämför uttrycken "the roaring forties", "the furious fifties" och "the screaming sixties", som syftar på de allt starkare vindarna söder om 40°, 50° respektive 60° sydlig latitud (Kap Horn ligger på 56°) – men pressas ihop av Anderna och Antarktiska halvön. Havet är grundare här och det förekommer starka strömmar som kan göra sjögången extra svår. Dessutom förekommer isberg.
Problemen är särskilt stora för dem som rundar Kap Horn från öster mot väster, mot vind och ström. På segelfartygens tid hände det att man var tvungen att kryssa i veckor innan man nådde Stilla havet, till och med att man gav upp och seglade via Australien istället.

## Källhänvisningar
1. 1 2  "Kap horn". NE.se. Läst 8 december 2014.
2. ↑  "Jacques Le Maire, 1585–1616 / Willem Corneliszoon Schouten, d. 1625". Arkiverad 4 augusti 2015 hämtat från the Wayback Machine. Princeton.edu. Läst 8 december 2014. (engelska)